# Eucalyptus johnsoniana
Eucalyptus johnsoniana là một loài thực vật có hoa trong Họ Đào kim nương. Loài này được Brooker & Blaxell mô tả khoa học đầu tiên năm 1978.